# Jurij Romaněnko
Jurij Viktorovič Romaněnko, rusky Юрий Викторович Романенко, (*1. srpna 1944 ve vesnici Koltubanovskij, Orenburská oblast SSSR), je sovětský vojenský letec a kosmonaut ruské národnosti.

## Život
Otec byl námořní kapitán první třídy a velel torpédoborci v Severním loďstvu. Matka byla lékařkou. Žili 14 let na poloostrově Kola. Po demobilizaci otce se odstěhovali do Kaliningradu. Tady si rozvíjel svou zálibu, letecké modelářství. Pomáhal mu plukovník letectva v záloze A.Malinovskij a také mu vštípil touhu po létání v opravdových letadlech. Po ukončení základní školy pracoval rok jako betonář, ale pak se rozhodl a nastoupil na černigovské letecké učiliště se čtyřletou učební dobou. Stal se poté leteckým instruktorem a zvyšoval si kvalifikaci. Ke kosmonautice jej nakonec získal German Titov, krátce po svatbě. Ve Hvězdném městečku se objevil v roce 1970 a prokázal své schopnosti při tvrdém výcviku. Členem výcvikového střediska byl od 27.4.1970 do 11.10.1988. V roce 1978 byl Romaněnko na návštěvě ČSSR a obdržel zde 27. dubna titul Hrdina ČSSR. Od 9. srpna 1971 měl syna Romana, který byl ve výcvikovém středisku kosmonautů od roku 1998. Od roku 1990 byl náčelník přípravného střediska J.A.Gagarina ve Hvězdném městečku.

## Lety do vesmíru
V roce 1977 letěl z Bajkonuru poprvé. Bylo to lodí Sojuz 26, společně v posádce s Grečkem letěli na stanici Saljut 6, kde se později setkali i s československým kosmonautem Vladimírem Remkem. V té době mu bylo 33 let a měl hodnost podplukovníka. Vrátil se dolů se Sojuzem 27 po více než třech měsících na oběžné dráze.
O tři roky později v roce 1980 letěl na Saljut 6 podruhé, tentokrát se Sojuzem 38 v rámci programu Interkosmos, dolů se vrátil za 8 dní.
V roce 1987 letěl do vesmíru potřetí na Sojuzu TM 2, tentokrát na stanici Mir, kde strávil celých 326 dní, což byl tehdejší světový rekord. Za svůj život byl tedy ve vesmíru 3x a strávil tam 430 dní. Naučil se doma anglicky a absolvoval odbornou stáž v Houstonu. Má za sebou čtyři výstupy mimo kosmickou stanici. Při všech třech letech končily mise přistáním na padácích na území Kazachstánu..
- Sojuz 26, Sojuz 27 (10. prosinec 1977 – 16. březen 1978)
- Sojuz 38 (18. září 1980 – 26. září 1980)
- Sojuz TM-2 (5. února 1987 – 29. prosince 1987)

## Vyznamenání

### Sovětská a ruská vyznamenání
- Hrdina Sovětského svazu – 16. března 1978 a 26. září 1980
- Leninův řád – 16. března 1978, 26. září 1980 a 29. prosince 1987
- Řád rudé hvězdy – 1976
- Medaile Za zásluhy při objevování vesmíru – 12. dubna 2011 – za velké zásluhy v oblasti výzkumu, vývoje a využívání kosmického prostoru, za mnoho let svědomité práce a za aktivní společenské aktivity[4]

### Zahraniční vyznamenání
- Hrdina Kubánské republiky – 1980[5][6]
- Hrdina Československé socialistické republiky – 16. března 1978[7]
- Hrdina Sýrie
- Řád Klementa Gottwalda – Československo, 16. března 1978
- Řád Bulharské lidové republiky I. třídy – Bulharsko, 1979
- Řád Playa Girón – Kuba, 1980[5][6]
- Řád Madarského jezdce I. třídy – Bulharsko, 2008